# Comuna Kîselivka, Cernihiv
Kîselivka (în ucraineană Киселівка) este o comună în raionul Cernihiv, regiunea Cernihiv, Ucraina, formată din satele Berezanka, Brusîliv, Kîselivka (reședința) și Kobîleanka.

## Demografie
Componența lingvistică a comunei Kîselivka
     Ucraineană (95,73%)
     Rusă (3,94%)
     Alte limbi (0,34%)
Conform recensământului din 2001, majoritatea populației comunei Kîselivka era vorbitoare de ucraineană (95,73%), existând în minoritate și vorbitori de rusă (3,94%).